# HD27045
HD27045 — хімічно пекулярна зоря спектрального класу A3, що має видиму зоряну величину в смузі V приблизно  4,9.
Вона  розташована на відстані близько 93,5 світлових років від Сонця.

## Фізичні характеристики
Зоря HD27045 обертається 
досить швидко 
навколо своєї осі. Проєкція її екваторіальної швидкості на промінь зору становить  Vsin(i)= 78км/сек.